# Kredyt balonowy
Kredyt balonowy jest jedną z form kredytu samochodowego. Charakteryzuje się tym, że ostatnia rata, którą określa się nazwą „balonowa” jest znacznie większa od reszty (może stanowić aż do połowy całej wartości auta, wszystkie pozostałe raty spłaca się wedle standardowych dla kredytów zasad).

## Charakterystyka kredytu balonowego
Popularność system kredytów balonowych zawdzięcza zwiększeniu zdolności kredytowej kredytobiorcy, bowiem ostatnia (najwyższa) rata nie zostaje przeliczana jako wysokość kredytu.
Najbardziej znanym przykładem takiej formy kredytu jest 50/50, gdzie występują dwie płatności (odroczenie, często roczne czy dwuletnie połowy zapłaty). Takie rozwiązanie jest równie korzystne dla klientów indywidualnych, jak i przedsiębiorców, wzmacnia sprzedaż objętych nią modelów. Często następuje dodatkowo skredytowanie raty balonowej przez banki, co ułatwia spłatę takiego kredytu nawet osobom niedysponującym w jednej chwili dużymi kwotami. Wiele osób preferujących częste zmienianie aut, wykorzystuje taką ofertę, by spłacić ratę balonową pieniędzmi zarobionymi na sprzedaży auta.